# Alexandra de Frederiksborg
Alexandra de Frederiksborg (Hong Kong, 30 de juny de 1964) és una ciutadana de l'excolònia britànica de Hong Kong. Pel casament amb el príncep Joaquim de Dinamarca el 1995 va esdevenir princesa de Dinamarca. Després del divorci el 2005 va perdre el tractament d'«altesa reial» i va rebre el títol de comtessa de Frederiksborg. Té ascendents xinesos, britànics, polonesos i austríacs.
És la filla gran de Richard Nigel Manley (nascut a Xangai el 1924 de pare xinès i de mare britànica) i de Christa Maria Nowontny (nascuda a Àustria el 1933). Va néixer a Hong Kong d Alexandra. Crista Nowonty era directora d'una empresa de comunicacions i Richard Manley treballava a la direcció d'una empresa d'assegurances.
Alexandra Manley estudià economia internacional a universitats austriaques, japoneses i britàniques. Des de 1990 fins a 1995 va treballar a l'empresa GT Management a Àsia al departament de marquèting, de la qual més tard va esdevenir el suplent del cap.
Alexandra va conèixer el príncep Joaquim de Dinamarca, fill de la reina Margarida II de Dinamarca en una festa a Hong Kong, on en aquest moment Joaquim treballava en un noliejador danès. La parella es comprometé en un viatge privat a les Filipines, el compromís fou una sorpresa per ambdues famílies, ni els Manley ni els reials n'estaven al corrent. Es feu públic de forma oficial el maig de l'any 1995. El casament es va celebrar el 18 de novembre de 1995 al Castell de Fredensborg.
Com a conseqüència del casament amb un membre de la família reial danesa, Alexandra Manley va haver de renunciar a la nacionalitat britànica i adoptar la danesa. Va abandonar la feina i es va convertir al luteranisme.
La parella s'establí a Dinamarca i tingué dos fills: Nicolau nascut el 1999 a Copenhaguen i Fèlix, nascut el 2002 a Copenhaguen. El setembre de 2022, la reina mare les va retirar el títol de príncep, i ara són comtes de Monpezat.
Es va adaptar ràpidament a la vida de Jutlàndia, on la parella es va establir en una masia castral de la família reial, Alexandra es va fer estimar pel poble i es la premsa de cor la tractava de vegades com la «Diana del Nord». Va aprendre ràpidament la llengua del país i això va contribuir a la seva popularitat.
L'estiu de l'any 2004 van començar a circular rumors de divorci. Els rumors provaren ser certs quan el 16 de setembre del mateix any la parella el va anunciar oficialment, el primer divorci des de 1846 a la casa reial danesa. Joaquim hauria tingut problemes amb la beguda i Alexandra amb la fidelitat. La parella es va divorciar el 8 d'abril de 2005. Va rebre una casa i un vitalici a càrrec dels contribuents.
Tres mesos després foren publicades unes fotografies d'Alexandra amb el seu nou company, Martin Jørgensen, que era catorze anys més jove que ella. Va palesar que eren amants l'any 2002 quan ell, periodista de professió, realitzava un reportatge sobre la col·laboració d'Alexandra amb UNICEF. La família de Jørgensen posseeix una productora televisiva que realitzava, entre d'altres, programes sobre la família reial.
La princesa Alexandra va perdre l'estatut d'altesa reial i els altres privilegis. La reina Margarida II de Dinamarca li concedí el 16 d'abril de l'any 2005 el títol de comtessa de Frederiksborg i una dotació de 30.000 euros per l'educació dels dos fills, que viurien amb ella i son espòs a Copenhaguen.
El mes de febrer de l'any 2007, la pàgina web de la família reial danesa va anunciar el casament d'Alexandra amb el fotògraf danès Martin Jørgensen pel dia 3 de març de l'any 2007. Arran del matrimoni, ha perdut el títol de princesa, així com la pensió de 242.000 euros anuals que rebia de la casa reial. El 2015 es va divorciar una segona vegada. Jørgensen s'ha descobert com un vividor, i a més, no gaire fidel.
Un tercer casament amb l'empresari Nicolai Pietersen, inclinat més aviat a la bigàmia, no va reeixir gaire més i van rompre al febrer 2023.